# Kameanka, Cernihivka
Kameanka (în ucraineană Кам`янка, în germană Hamberg) este un sat în comuna Stulneve din raionul Cernihivka, regiunea Zaporijjea, Ucraina. Satul a fost locuit de germanii pontici.   

## Demografie
Componența lingvistică a localității Kameanka
     Ucraineană (96,32%)
     Rusă (3,68%)
Conform recensământului din 2001, majoritatea populației localității Kameanka era vorbitoare de ucraineană (96,32%), existând în minoritate și vorbitori de rusă (3,68%).